# Bryn Terfel
Sir Bryn Terfel CBE (* 9. listopadu 1965 Pant Glas, Caernarfonshire, Wales) je velšský operní pěvec – basbarytonista.

## Život

### Původ a studium
Bryn Terfel Jones se narodil do velšsky mluvící farmářské rodiny nedaleko vesnice Pant Glas. Již od dětství projevoval velký zájem o hudbu a zpěv. Jeden z přátel rodiny mu poradil, aby zpočátku začal zpívat velšské lidové písně.
V roce 1984 se zapsal na londýnskou Guildhall School of Music and Drama. Ještě předtím však chtěl navštěvovat cardiffskou Royal Welsh College of Music & Drama, odkud mu však přišel dopis adresovaný „slečně Terfel“. To se mu nelíbilo, a tak dal přednost studiím v Londýně. Studium zpěvu úspěšně dokončil v roce 1989, přičemž získal zlatou medaili Guildhall School. Ve stejném roce skončil Terfel druhý v cardiffské soutěži pořádané televizní stanicí BBC (BBC Singer of the World Competition). Jako celkový vítěz soutěže jej předstihl ruský basbarytonista Dmitri Hvorostovsky, ale Terfel obdržel cenu za nejlepší přednes písní.

### Pěvecká kariéra
Výrazně se zabývá dílem Richarda Wagnera, ale vystupoval i v Mozartových, Straussových či Offenbachových operách. Rovněž natočil několik alb, a to i ve svém rodném jazyce. Spolupracoval také s rockovým hudebníkem Rogerem Watersem na jeho opeře Ça Ira, která byla v roce 2005 vydána na stejnojmenném albu.

## Ocenění
V roce 2003 mu byl udělen Řád britského impéria, o tři roky později získal Královninu medaili pro hudbu. Později získal čestný doktorát z hudby od Univerzity v Oxfordu (Jesus College), Bangor University a od Royal College of Music. V soutěži 100 velšských hrdinů se umístil na 55. příčce. Je také držitelem ceny Grammy.